# Jacques Fesch
Pour les articles homonymes, voir Fesch.
Jacques Fesch (né le 6 avril 1930 à Saint-Germain-en-Laye et mort le 1er octobre 1957 à Paris) est un Français condamné à mort pour un vol à main armée suivi du meurtre d'un policier : Jean-Baptiste Vergne, commis le 25 février 1954 à Paris. Converti en prison au catholicisme, il lit beaucoup et exprime un profond repentir. Depuis 1987, une instance en béatification est ouverte.

## Biographie

### Origines
Jacques Fesch voit le jour le 6 avril 1930 dans une famille aisée. Il est le fils de Georges Fesch, directeur de banque et pianiste belge qui se réclame du lignage Fesch (le cardinal Joseph Fesch était l'oncle maternel de Napoléon Bonaparte), et de Marthe Hallez. Sa mère, Marthe, femme pieuse et mère au foyer, élève ses trois enfants : deux filles, nées 4 et 8 ans avant Jacques, et son petit dernier, aux caprices duquel elle cède souvent.
Dans les années 1920, son père, qui dirige une banque pour les étrangers, s'installe avec sa famille à Paris, avant d’habiter à Saint-Germain-en-Laye. Jacques reçoit dans son enfance une éducation religieuse dont il se détache assez tôt. De 1938 à 1947, il fait sa scolarité à l'école Saint-Érembert, puis au lycée Claude-Debussy. Ses amis se souviennent de lui comme de quelqu'un de mou et d'absent. Il ne s'intéresse à rien, s'ennuie, n'étudie pas et quitte le lycée sans avoir obtenu le baccalauréat. À cette époque, il sort beaucoup, fréquente Saint-Germain-des-Prés et les boîtes de jazz. Servi par un physique avantageux, il se présente comme un grand séducteur de jeunes femmes. Tout au long de son enfance, il reste marqué par la forte personnalité de son père, par la grande érudition de celui-ci, ainsi que par son affirmation d'homme athée. Ne se sentant pas à la hauteur d'un tel père, il a des difficultés à s'identifier à lui. Les rapports difficiles entre ses parents instaurent durablement un climat familial instable.
Jacques Fesch rencontre Pierrette Polack, sa future femme, lorsqu'il est encore lycéen. De 1950 à 1951, il accomplit son service militaire en Allemagne, dont il sort avec le grade de caporal et avec un certificat de bonne conduite. Son livret militaire indique qu'il est mauvais tireur. Pierrette est enceinte pendant qu'il effectue encore son service militaire et il l'épouse à Strasbourg le 5 juin 1951. Les parents Fesch voient cette union d'un très mauvais œil car Pierrette est juive, et eux, antisémites. Le couple sans ressource s'installe donc chez les parents de la mariée et le 7 juillet 1951, Pierrette donne naissance à une fille, prénommée Véronique. Le père de Pierrette offre à Jacques Fesch un emploi. Ce dernier abuse de sa confiance et détourne des fonds à son profit. Jacques Fesch est donc mis à la porte de chez ses beaux-parents et sa femme ne le suit pas. Avant cette éviction, sa mère lui avait offert un million de francs afin qu'il « essaie de [se] tirer au plus vite des pattes de ces sales juifs » en créant une société de livraison de charbon pour concurrencer son beau-père. Avec la moitié de cette somme il avait acheté une voiture de sport, une Simca décapotable aux fauteuils en cuir vert et continué à séduire les femmes, tandis qu’il « flambait » le reste ; il ne livrera jamais de charbon.
En décembre 1953, il rencontre Thérèse Troniou et entame une relation avec elle ; de celle-ci naît, en octobre 1954, à l'hôpital Saint-Vincent-de-Paul de Paris, un garçon, Gérard, qui est placé à l'Assistance publique puis dans des familles d’accueil. Il ne sera jamais adopté. Quand il a dix ans, l'administration change son nom : Troniou est transformé en Droniou, au prétexte[réf. nécessaire] d'une erreur de graphie. Il ne découvre ses origines qu'en 1994 à la faveur d'un reportage dans un magazine sur Jacques Fesch, car l'une de ses amies avait trouvé une ressemblance entre la photo de Jacques Fesch et lui. Gérard prend alors contact avec Jean Duchesne, le biographe de Jacques Fesch et des recoupements permettent d'établir le lien de filiation, notamment grâce au nom de Troniou, qui est celui de sa mère et que lui-même a porté jusqu'à l'âge de dix ans. Gérard est reconnu en 2007, par décision de justice, comme le fils naturel de Jacques Fesch.

### Affaire criminelle

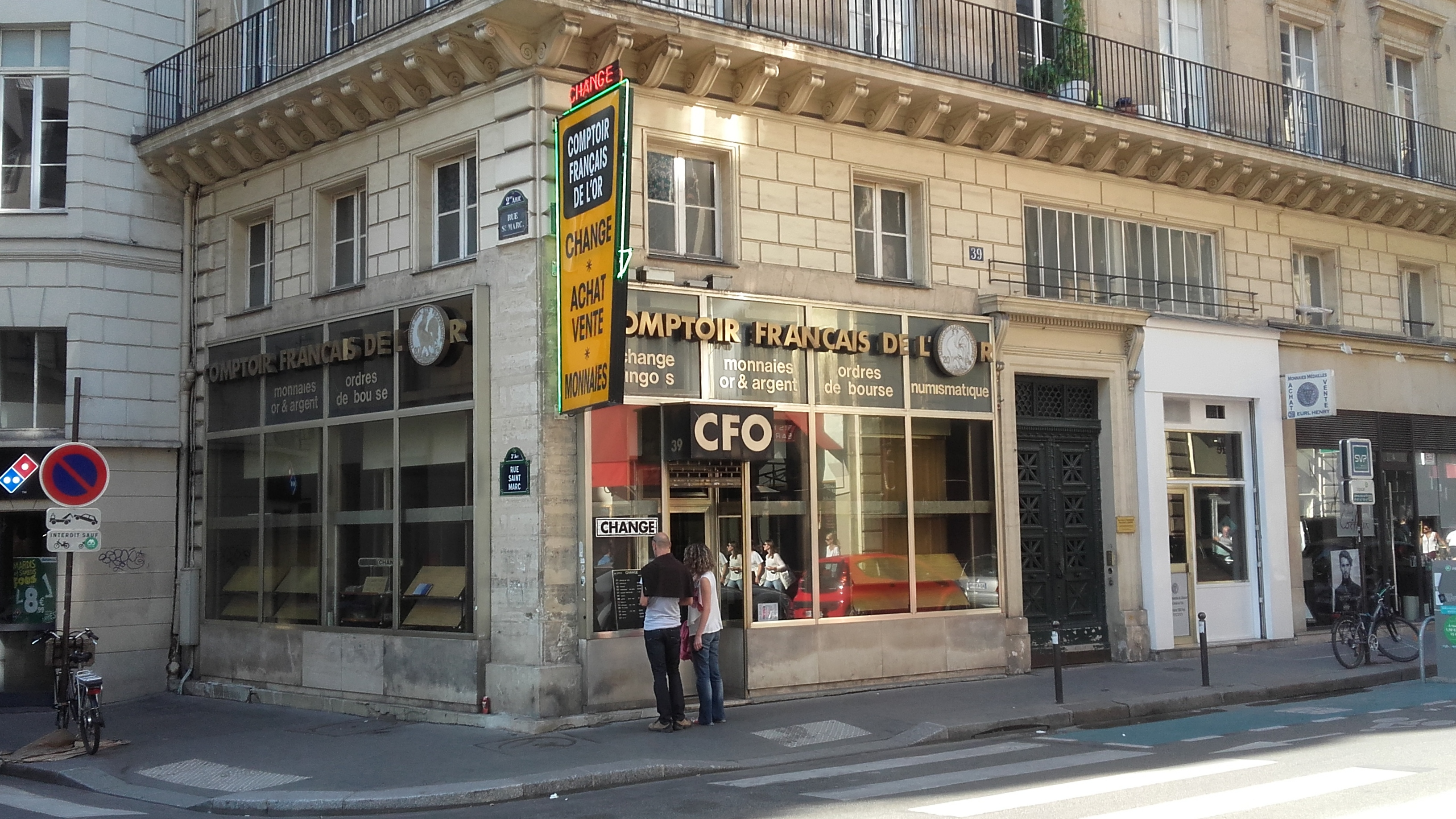
Comptoir du 39, rue Vivienne, à l'angle de la rue Saint-Marc, à Paris.

Désœuvré, sans but à la suite de son licenciement par son beau-père, Jacques Fesch est fasciné par les ouvrages Seul à travers l'Atlantique et À la poursuite du soleil du navigateur Alain Gerbault. Il passe commande à un chantier naval de La Rochelle de la construction d'un voilier neuf afin de tenter l'aventure. Comme il n'a pas l'argent pour le financer, il emprunte le revolver de son père et le jeudi 25 février 1954, vers 17 h 40, au 39, rue Vivienne, dans le quartier de la bourse de Paris, il entre avec son complice Jacques Robbe, dit Criquet, dans le Comptoir de Change et de Numismatique, nom du bureau de change d'Alexandre Silberstein, pour voler à ce dernier les pièces d'or qu'il était venu commander la veille du braquage : deux lingots, cent napoléons, 44 pièces de 20 dollars et 25 pièces de 50 pesos, soit deux millions d'or (en anciens francs). Son complice, selon lui ignorant les projets de Fesch, prend peur, sort et alerte un policier dans les termes suivants : « Vite, mon meilleur ami est en train de faire une bêtise. » Pendant ce temps, Fesch, qui a verrouillé la porte et sorti son revolver de sa sacoche, menace le changeur qui essaie de le raisonner en lui disant qu'il est un ancien combattant, qu'il va gâcher sa vie. Fesch s'impatiente et le frappe de deux coups de crosse. Son arme tombe et il se tire par inadvertance une balle dans la main gauche en la ramassant. Il rafle la caisse pour environ 300 000 anciens francs. La victime s'est remise de ses coups et appelle à l'aide.
Revolver en main, Fesch couvre sa fuite. Des passants donnent la chasse au malfaiteur qui, à la faveur de la nuit tombante, sème ses poursuivants et trouve refuge au cinquième étage de l'immeuble du 9, boulevard des Italiens. Après s'être calmé, il redescend jusqu'à la cour. Le concierge a entre-temps alerté un agent de police, Jean-Baptiste Vergne, autour duquel s'est formé un attroupement. Fesch essaye de prendre un air détaché, passe à côté du concierge et de l'agent de police, et se dirige vers la porte calmement. Il est reconnu par un badaud. Vergne dégaine et lui crie : « Haut les mains, ou je tire ! » Fesch qui a perdu ses lunettes dans sa fuite, se retourne et tire, au jugé, maniant son arme dans la poche de son imperméable,,,. Touché en plein cœur, le gardien de la paix Vergne, veuf de trente-cinq ans et père d'une enfant de deux ans, meurt sur le coup. Fesch reprend sa course éperdue, blesse gravement à la nuque un passant, Raymond Lenoir, qui tente de l'agripper, dévale les marches de la station de métro Richelieu-Drouot et tire encore deux coups de feu avant d'être stoppé par des portes fermées. Il est maîtrisé par un passant de 28 ans, Georges Plissier, qui le désarme.

### Enquête
Jacques Fesch est immédiatement conduit au commissariat. Étant donné qu'il a tué un policier, c'est le commissaire divisionnaire Max Fernet, chef de la brigade criminelle, qui prend personnellement la direction de l'enquête. Jacques Fesch reconnaît immédiatement les faits, sans exprimer aucun regret ni remords, sauf celui de s'être fait prendre. La police convoque Alexandre Silberstein, qui le reconnaît formellement ainsi que son complice. Les deux suspects sont conduits sans délai au 36, quai des Orfèvres. Les inspecteurs commencent par gifler copieusement Jacques Fesch, qui est ensuite entendu par Fernet. Le suspect expose au commissaire ses motivations : financer l'achat d'un voilier pour gagner Tahiti. L'enquête est vite bouclée et le commissaire divisionnaire conclut que Fesch a prémédité son projet de braquage seul, qu'il a enlevé le cran d'arrêt de son arme en avance, avec l'intention de tuer et qu'il a manipulé son complice.

### Incarcération et conversion
Dans l'attente de son procès, Jacques Fesch est incarcéré pendant trois années dans une cellule de la prison de la Santé, à Paris. Isolé, tourmenté et plein de questionnements, il lit et écrit, jusqu'à y passer des journées entières. Lui qui n'avait rien fait à l'école se bâtit une culture littéraire et entame un cheminement intellectuel, puis spirituel. Durant cette période, plusieurs personnes contribuent à l'éveil de sa foi.
Il reçoit une fois par semaine la visite de son avocat, Paul Baudet (1907-1972), ténor du barreau de Paris de l'époque recruté par ses parents. Baudet joue un rôle dans le cheminement spirituel de son client. En homme profondément croyant, Baudet va tous les jours à la messe. Originaire de Bourges, il est venu à Paris pour y faire carrière ainsi que pour échapper à la stigmatisation dans laquelle le tenait son homosexualité dans une ville de province dans les années 1950. D'abord tenté par une retraite dans l'abbaye Notre-Dame de la Trappe, située dans l'Orne, il a finalement fait vœu de chasteté et décidé de vivre sa vocation à travers son métier d'avocat. Chacune de ses visites à Fesch dure des heures, pendant lesquelles les deux hommes parlent de l'affaire, ainsi que de la souffrance, du châtiment, de la pénitence et de la rédemption. Fesch résiste au début, ressemblant en cela à son père anticlérical, et surnomme dans un premier temps son avocat « la panthère de Dieu ».
Pendant ses années de détention, il entretient une correspondance régulière avec des proches, notamment avec sa mère, personne très croyante, qui lui fait parvenir en prison en octobre 1954 un ouvrage de vulgarisation sur les apparitions mariales de Fátima. Pour Fesch, c'est une révélation : « À la racine du mal, de tout mal, se cache le péché, c'est-à-dire le refus de l'amour, le refus de Dieu. Le péché, c'est le refus de l'amour. » Il apprend en détention la mort de sa mère survenue le 7 juin 1956 à la suite d'un cancer,,. Il écrit également à frère Thomas, jeune moine également originaire de Saint-Germain-en-Laye. Les deux hommes ne se connaissent pas. Au début, le jeune moine lui écrit par charité chrétienne et Jacques Fesch ne répond pas dans l'immédiat. À mesure que grandit sa foi, il noue avec le jeune moine une relation épistolaire nourrie. Sa belle-mère enfin recueille ses pensées dans un journal spirituel.
Il demande à se confesser et s'entretient régulièrement avec le père Devoyod, aumônier de la prison. Il communie d'abord une fois par mois, puis tous les quinze jours, puis toutes les semaines et enfin presque tous les jours. L'aumônier lui fournit une abondante lecture religieuse.
Ces lectures, correspondances, entretiens, lui permettent de renouer peu à peu avec la foi perdue dans sa jeunesse. Cela le change complètement, il devient mystique (il connaît une expérience spirituelle au cours de la nuit du 1er mars 1955), écrit des textes spirituels et regrette son crime et tout le mal qu'il a causé : « Ce que j'ai fait est abominable […]. J'ai perdu la tête, je ne comprends pas pourquoi j'ai fait cela, comment j'en suis arrivé là […] »,. « J'étais complètement affolé. J'avais complètement perdu le contrôle de moi-même. Tout cela est du noir pour moi. Quant à l'agent de police, c'était une vague forme pour moi. Je mourais de peur. » (p. 184).  « Que de malheurs j'ai pu provoquer ! Que de drames pour en arriver là. Que de conséquences ne dois-je pas et ne devrai-je pas supporter toute ma vie : la mort d'un homme, le malheur d'une femme et d'une jeune fille, deux enfants qui vont souffrir, une orpheline ! Que de mal ai-je pu faire autour de moi par mon égoïsme et mon inconscience ! » (p. 276). « Je présente mes excuses à Madame Vergne. Oh Madame ! Vous êtes en droit de me haïr, mais je vous dis mes regrets les plus sincères, comme à tous ceux à qui j'ai fait du mal […] ».

### Procès
Le procès devant la cour d'assises de Paris commence le 3 avril 1957 pour une durée de trois jours. Y assistent la famille de la victime de même que cinq syndicats de police. Ces derniers, selon Jacques Robbe, auraient fait pression à l'approche du procès sur le gouvernement et la cour pour que l'accusé soit condamné à mort, à défaut de quoi ils menacent de ne pas assurer le service d'ordre pour la visite de la reine d'Angleterre en avril à Paris.
Deux présumés complices de Jacques Fesch, Robbe et Blot, comparaissent en liberté conditionnelle. Le premier cité est acquitté car il est allé trouver un agent de police au début de l'attaque à main armée. Le second, à qui il est reproché d'avoir participé à l'organisation du braquage au cours de plusieurs réunions, est également acquitté, semble-t-il, pour absence de preuve. Tous deux sont donc reconnus innocents.
À cette époque, le Code pénal dispose que le meurtre entraîne la peine de mort lorsqu'il est accompagné, précédé ou suivi d'un autre délit. Or, c'est précisément le cas d'espèce : un vol suivi d'un meurtre. L'enjeu du procès n'est donc pas d'établir les faits ou la culpabilité, puisque Jacques Fesch a tout reconnu, mais plutôt de cerner sa personnalité. S'agissant d'un « blouson doré », selon l'expression de l'époque pour désigner la jeunesse privilégiée décadente, le procès attire l'attention des médias et de l'opinion publique.
Pour sa défense, Jacques Fesch indique qu'il est myope et que, sans ses lunettes, perdues lors de la course-poursuite, il a tiré sur le policier sans viser. Vient le témoignage de Thérèse, qui affirme devant la cour que l'accusé lui a fait un enfant en l'ayant pratiquement violée. Sa femme Pierrette dresse de lui le portrait d'un homme immature et renfermé, ne discernant ni le bien ni le mal, peinant à distinguer la fiction de la réalité. Elle accuse ses parents de ne pas lui avoir donné de sens moral. Elle conclut en disant qu'il se savait incapable de concrétiser ses rêves de voyage, sans avoir la force de retomber sur terre.

Son avocat, Paul Baudet, n'évoque pas la conversion religieuse de son client. Il plaide : 

« Jacques Fesch est un être que le hasard a pris dans une action tragique. Il a agi dans l'affolement. Il a tiré dans la folie de la poursuite. Est-ce que, vraiment, il doit être promis à la mort ? La mort que l'on souhaite pour lui est-elle proportionnée à celle qu'il a donnée ? Hier, lorsqu'on le poursuivait, c'était la mort dans le tumulte, dans la déraison. Demain, à l'échafaud, ce sera la mort raisonnée et froide. Hier, c'était la faillite de la volonté trompée par l'instinct animal. Demain, ce sera la froide détermination de vos volontés qui conduira à la guillotine. »

L'avocat général Sudaka conclut avoir cherché dans le dossier des éléments en faveur de l'accusé sans y trouver rien d'autre que le cancre, le jouisseur, le voleur, l'assassin. Après une heure et quart de délibérations, le 6 avril 1957, jour du 27e anniversaire de l'accusé, le jury de la cour d'assises de la Seine le condamne à la peine de mort sans circonstances atténuantes, à deux voix de majorité.
La demande de grâce auprès du Président René Coty est rejetée.

### Exécution de la peine
À la veille de son exécution, conformément à sa foi et au lien qu'il entend consacrer à son épouse au-delà même de la mort, il complète son mariage civil par un mariage religieux. Il passe ses derniers instants à écrire à sa belle-mère, son avocat, sa femme, au moine. 

« Dans cinq heures je verrai Jésus, qu'il est bon, notre Seigneur. »

Il est guillotiné le 1er octobre 1957 à l'aube dans la cour de la prison de la Santé par le bourreau André Obrecht.
Il est inhumé au cimetière ancien de Saint-Germain-en-Laye.

## Postérité
Depuis sa mort, Jacques Fesch est considéré par certains catholiques et par l’Église[réf. souhaitée] comme un exemple de rédemption par la foi, notamment après la publication de ses lettres écrites pendant son incarcération et réunies dans deux volumes, Lumière sur l'échafaud et Cellule 18. Pendant des années, sa veuve et sa fille respectent et défendent sa mémoire.

### Procès en béatification
En 2024, son procès en voie de béatification est en cours depuis plusieurs années, .
Grâce au travail effectué par le père Augustin-Michel Lemonnier dans les années 1970 et par une carmélite, sœur Véronique, dans les années 1980, Pierrette et Véronique Fesch font publier, en étroite collaboration avec ces deux religieux, les écrits de Jacques Fesch afin de transmettre ce témoignage au public,,.

### Demandes judiciaires

#### Demande de réhabilitation
Jacques Fesch a eu un fils d'une autre union, auquel il écrivit, dans une lettre adressée « à son fils Gérard », avant sa fin : « Qu'il sache que s'il n'a pu être mon fils par la loi, il l'est selon la chair et son nom est gravé dans mon cœur. » En 2016, Gérard Fesch, fils de Jacques Fesch, entame une procédure pour obtenir la réhabilitation judiciaire de son père. Cette réhabilitation étant impossible selon la loi actuelle, il a déposé une question prioritaire de constitutionnalité. En février 2020, le Conseil constitutionnel déclare la loi relative à la réhabilitation conforme à la Constitution (ce qui empêche effectivement la réhabilitation de Jacques Fesch) tout en laissant la possibilité au Parlement de créer une procédure judiciaire spécifique pour permettre le rétablissement de l'honneur des personnes exécutées après condamnation à mort,.

#### Demande de rétablissement de l'honneur
Fin 2020, en conséquence de la décision du conseil constitutionnel, la loi portant abolition de la peine de mort est modifiée afin que les ayants droit d'une personne condamnée à la peine de mort dont la peine a été exécutée puissent saisir la chambre criminelle de la Cour de cassation d'une demande tendant au rétablissement de l'honneur de cette personne à raison des gages d'amendement qu'elle a pu fournir.
Avec cette nouvelle loi, le 6 juin 2024, Gérard Fesch, son fils, introduit auprès de la chambre criminelle de la Cour de cassation une demande pour rétablir l'honneur de son père. Cependant, le 15 octobre 2024, la cour de cassation, tout en reconnaissant « le bon comportement du condamné à l'égard du personnel pénitentiaire et de ses codétenus ainsi que le regret de ses actes et de leurs conséquences exprimé auprès de certaines personnes ou dans des écrits », juge insuffisantes ces circonstances « au regard de la gravité et de la multiplicité des crimes commis par le condamné », et rejette la demande « compte tenu de l'insuffisance des gages d'amendement présentés par le condamné avant son exécution », ajoutant que « la réalité de l'indemnisation des victimes n'a pas été établie ». 

## Publications
- Jacques Fesch (préf. André Manaranche), Dans cinq heures je verrai Jésus : Journal de prison, Paris, Sarment-Fayard, 1989, 319 p. (ISBN 2866791681) ; deuxième édition avec préface du père Daniel-Ange (Sarment-Jubilé).
- Édition en disque CD de quelques extraits de lettres interprétés par Luc Reydel, avec la participation de Claire Meunier et de Michael Lonsdale, par les Éditions Jade (1994-2007).
- Jacques Fesch (préf. Pierrette Fesch), Jacques Fesch : Œuvres complètes, Paris, Éditions du Cerf, 2015, 592 p. (ISBN 978-2-204-09811-3)
- Jacques Fesch (auteur) et Augustin-Michel Lemonnier (éditeur scientifique) (préf. Michel Quoist), Lumière sur l'échafaud : Lettres de prison de Jacques Fesch, guillotiné le 1er octobre 1957 à 27 ans, Paris, Éditions ouvrières, coll. « Visages du Christ » (no 9), 1972, 141 p., 16 cm (BNF 35167450).
- Jacques Fesch (dir.), Lumière sur l'échafaud : Lettres de prison de Jacques Fesch, suivi de Cellule 18, Paris, Éditions ouvrières, coll. « À pleine vie », 1991, 320 p. (ISBN 2-7082-2833-1). Réédition Paris, Pierre Téqui, 2007.

### Adaptation théâtrale
- 2009 : Lumière sur l'échafaud avec Alain Sportiello, mise en scène de Maria Blanco. Des représentations sont données à Paris dans la crypte de l'église Saint-Sulpice puis au théâtre de Ménilmontant. La pièce est jouée à Paris au théâtre Essaïon du 10 mai au 1er juillet 2010.
- 2022 : Dans 5 heures, conversion d'un condamné relate le parcours de Jacques Fesch en détention, de son incarcération à son exécution, et témoigne de sa conversion. Au théâtre La Flèche[38] du 8 octobre au 10 décembre 2022.

### Citations d'ouvrages
1. ↑  André Manaranche 2003, p. 75 : « Je t'écris juste un petit mot pour te faire part de la grande perte et douleur que j'éprouve : ma mère est morte hier matin à l'aube […] » (Lettre de Jacques Fesch au frère Thomas datée du 8 juin 1956).
2. ↑  André Manaranche 2003, p. 308 : lettre et témoignage de Monsieur Mariani, directeur de la prison de la Santé de 1954 à 1960, au sujet du détenu Jacques Fesch : « […] Jacques a été exécuté le 1er octobre 1957 : je peux affirmer que, lors des derniers moments de son existence, il a fait preuve d'un formidable courage et d'une grande correction vis-à-vis des personnes obligées d'assister à l'exécution; je me rappelle qu'il a tenu à adresser ses remerciements à Maître Baudet, au Père Devoyod et à moi-même. […] Il m'est arrivé, lorsque je faisais ma tournée en détention et au quartier des condamnés à mort, de bavarder avec Fesch et d'essayer de remonter son moral. Je peux donc dire que son comportement vis-à-vis du personnel a été exemplaire et que tous ceux qui l'ont côtoyé avaient le même sentiment que moi, c'est-à-dire que Fesch regrettait sincèrement son crime et était parfaitement amendable. C'est également l'avis de Maître Baudet et du Père Devoyod qui connaissaient mieux Fesch que moi et avaient avec lui des rapports plus fréquents que les miens. Je crois aussi me rappeler […] que Fesch a reçu le soutien total de sa famille. Pour terminer, je voudrais vous faire part de ce que je pense encore aujourd'hui au sujet de Fesch : c'est qu'il aurait été gracié si sa victime n'avait pas été un agent de la force publique. ».
3. ↑  Jean Duchesne et Bernard Gouley 1994, p. 228-235 : « Avec Paul Baudet et le Père Thomas, la famille de Jacques Fesch a tout de suite commencé à dépouiller et à lire les écrits transmis par l'administration pénitentiaire. […] Une religieuse carmélite vient heureusement prendre le relais […]. Il est fait appel à un religieux de la même famille spirituelle, le Père carme Augustin-Michel Lemonnier. Il rédige quatre premiers chapitres sobres, rappelant les faits et les origines du condamné, en utilisant quelques coupures de presse de l'époque… Les chapitres suivants permettent de suivre l’évolution spirituelle du prisonnier, à travers ce qu'il confie à son ami bénédictin (Lettres de Jacques Fesch au Frère Thomas). Les Éditions Ouvrières, où le Père Lemonnier est connu, acceptent le manuscrit. Un titre est trouvé, Lumière sur l’échafaud […] L'écho rencontré par Lumière sur l'échafaud conduira Pierrette et Véronique Fesch, Sœur Véronique, le Père Lemonnier et les Éditions Ouvrières à préparer un second volume, non sans scrupules, mais pour répondre à une attente. Ce sera en 1980, Cellule 18. Ce sont cette fois des lettres à sa belle-mère, Marinette Polack, la Maman de Pierrette, qui constituent l'essentiel. ».
4. ↑  Jean Duchesne et Bernard Gouley 1994, p. 234-235 : « Père salésien, […] Giacomo Maria Medica s'est passionné pour Jacques Fesch. Il fera la connaissance de Sœur Véronique et de la famille. Il accédera ainsi aux documents inédits et obtiendra le premier, dès 1982, une traduction italienne du dernier Journal de Jacques. […] Le Journal sera finalement édité en France par les éditions Le Sarment-Fayard en 1989, sous le titre Dans cinq heures, je verrai Jésus. Et le cas de Jacques Fesch gagnera à cette occasion le soutien d'un avocat d'envergure, à la fois enthousiaste et conscient des difficultés, en la personne du Père jésuite André Manaranche. ».
5. ↑  André Manaranche 2003. Au sujet de la parution du journal spirituel intitulé Dans cinq heures je verrai Jésus, p. 314 : « Merci à Véronique Fesch d'avoir, après trente ans de silence, estimé en son âme et conscience, qu'elle pouvait, qu'elle devait, sans trahir Jacques, livrer à de nombreux lecteurs le réconfort de ces pages bouleversantes. ».

### Documentaires télévisés
- 1989 : Le Glaive et la Balance de Charles Villeneuve, émission diffusée sur M6 Entretien avec Pierrette Fesch.
- 1995 : Retour en grâce de José Dessart et Léon Michaux, film diffusé sur Planète Critique dans Télérama du 28 juin 1995. Présentation de l'histoire de Jacques Fesch et ensemble d'entretiens sur ce sujet dont un avec Pierrette Fesch.
- 2000 : L'Affaire Jacques Fesch de Dominique Adt, film diffusé sur France 3
- 2009-2010 : L'Affaire Jacques Fesch de Patricia Valeix, film diffusé sur 13e rue Histoire de l'affaire et ensemble d'entretiens avec différents intervenants tels le frère Thomas, Pierrette et Véronique Fesch. Critique dans Télérama datée de la semaine du 2 au 8 janvier 2010.
- 2018-2019 : Jacques Fesch, l'assassin devenu saint de Pauline Verdu et Patrick Schimtt. Pallas Télévision. Résumé : Jacques Fesch, un braqueur condamné à mort et ayant trouvé la foi en prison, devient célèbre grâce à ses nombreux écrits. Documentaire diffusé sur Planète + Crime Investigation. (Des crimes presque parfaits, saison 8, épisode 6).

### Radio
- « Jacques Fesch : guillotiné, réhabilité, sanctifié ? » [audio], sur franceculture.fr, Une histoire particulière, un récit documentaire en deux parties (consulté le 20 décembre 2020)
- « L'affaire Jacques Fesch » sur France Culture, de Michel Bichebois, 1re diffusion 10 février 1973 avec Frédéric Pottecher, Hubert Bonaldi, Père Devoyod, Réal.: Bernard Saxel